# Andrea Miklós
Andrea Miklós (née le 17 avril 1999 à Cluj-Napoca) est une athlète roumaine, spécialiste du 400 mètres.

## Biographie
Elle remporte à l'âge de seize ans la médaille de bronze du relais 4 × 400 m lors des championnats du monde en salle de 2016, en compagnie de Adelina Pastor, Mirela Lavric et Bianca Răzor. Cette même année, elle décroche le titre du 400 mètres des championnats d'Europe jeunesse, et participe au sein du relais aux championnats d'Europe d'Amsterdam et aux Jeux olympiques de Rio.
Le 22 juillet 2017, elle porte son record personnel sur 400 m à 52 s 31 à Grosseto pour décrocher la médaille d'argent des championnats d'Europe juniors. L'année suivante, aux championnats du monde juniors de Tampere, elle remporte ce même métal en 52 s 07, record personnel, derrière l'Indienne Hima Das.

## Palmarès
| Date | Compétition                       | Lieu      | Résultat | Épreuve   | Temps         |
| ---- | --------------------------------- | --------- | -------- | --------- | ------------- |
| 2015 | Championnats du monde cadets      | Cali      | 7e       | 400 m     | 53 s 29       |
| 2016 | Championnats des Balkans en salle | Istanbul  | 1re      | 400 m     | 53 s 82       |
| 2016 | Championnats des Balkans en salle | Istanbul  | 1re      | 4 x 400 m | 3 min 36 s 02 |
| 2016 | Championnats du monde en salle    | Portland  | 3e       | 4 x 400 m | 3 min 31 s 51 |
| 2016 | Championnats des Balkans          | Pitesti   | 1re      | 4 x 400 m | 3 min 31 s 26 |
| 2016 | Championnats d'Europe             | Amsterdam | 8e       | 4 x 400 m | 3 min 30 s 63 |
| 2016 | Championnats d'Europe cadets      | Tbilissi  | 1re      | 400 m     | 52 s 76       |
| 2017 | Championnats d'Europe par équipes | Vaasa     | 1re      | 4 x 400 m | 3 min 31 s 83 |
| 2017 | Championnats d'Europe juniors     | Grosseto  | 2e       | 400 m     | 52 s 31       |
| 2018 | Championnats du monde juniors     | Tampere   | 2e       | 400 m     | 52 s 07       |
| 2018 | Championnats d'Europe             | Berlin    | 7e       | 4 x 400 m | 3 min 32 s 15 |
| 2019 | Championnats des Balkans en salle | Istanbul  | 4e       | 400 m     | 54 s 61       |
| 2019 | Championnats d'Europe espoirs     | Gävle     | 3e       | 400 m     | 52 s 66       |
| 2019 | Championnats d'Europe par équipes | Sandnes   | 4e       | 400 m     | 53 s 28       |
| 2019 | Championnats des Balkans          | Pravetz   | 3e       | 400 m     | 52 s 57       |
| 2019 | Championnats des Balkans          | Pravetz   | 1re      | 4 x 400 m | 3 min 39 s 52 |
| 2021 | Championnats d'Europe en salle    | Toruń     | 6e       | 400 m     | 52 s 10       |
| 2023 | Jeux européens                    | Chorzów   | 3e       | 400 m     | 50 s 67       |
| 2024 | Championnats d'Europe             | Rome      | 5e       | 400 m     | 50 s 71       |

## Records
| Épreuve | Performance | Lieu    | Date         |
| ------- | ----------- | ------- | ------------ |
| 400 m   | 52 s 07     | Tampere | juillet 2018 |